# Амеал
Амеал (порт. Ameal)  —  район (фрегезия) в Португалии,  входит в округ Коимбра. Является составной частью муниципалитета  Коимбра. Находится в составе крупной городской агломерации Большая Коимбра. По старому административному делению входил в провинцию Бейра-Литорал. Входит в экономико-статистический  субрегион Байшу-Мондегу, который входит в Центральный регион. Население составляет 1678 человек на 2001 год. Занимает площадь 11,25 км².
Покровителем района считается Сан-Жушту (порт. São Justo).